# Joan Carlile

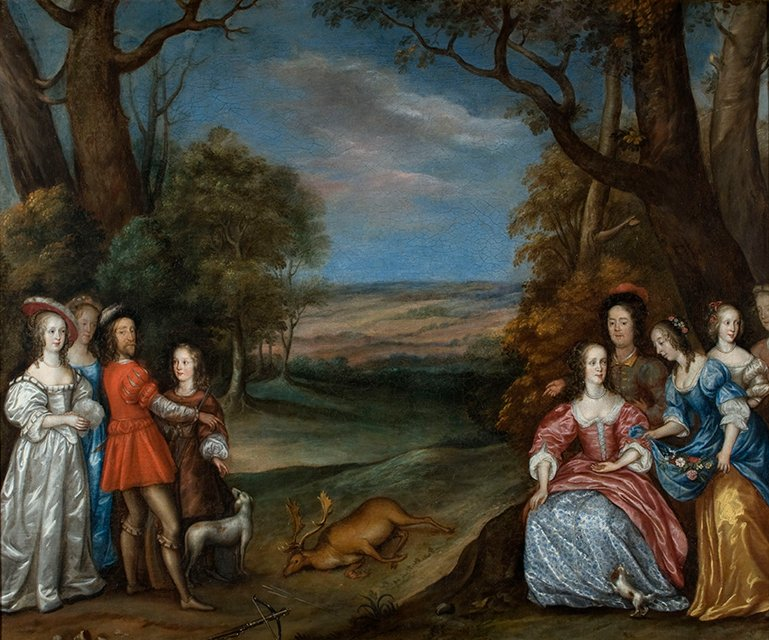
Die Carlell-Familie und Sir Justinian Isham im Richmond Park (um 1650). Unter den Abgebildeten ist auch die Künstlerin.

Joan Carlile, Geburtsname Joan Palmer (geboren 1606; gestorben 27. Februar 1679 in St Martin-in-the-Fields), war eine englische Malerin.

## Leben

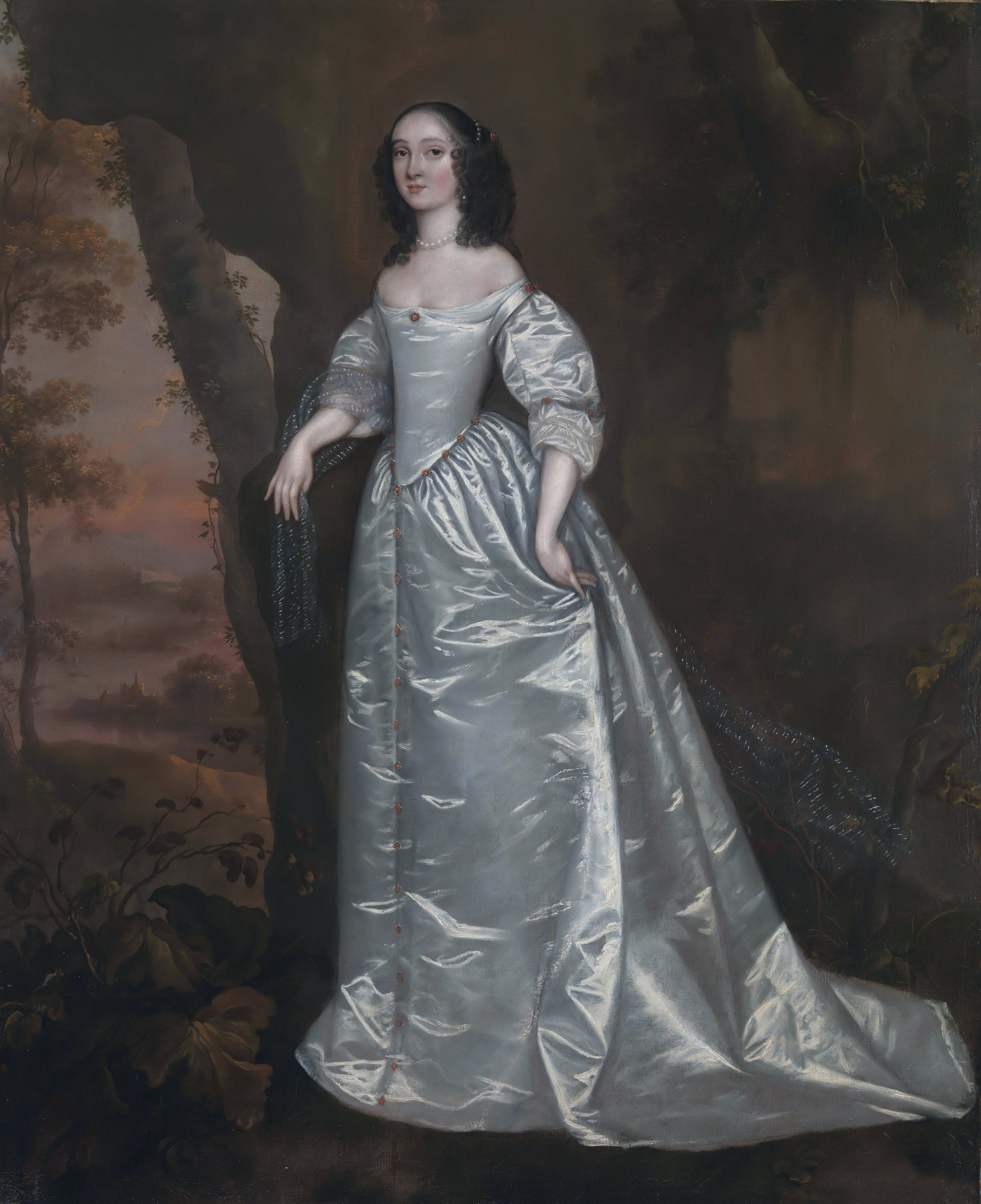
Porträt einer Dame

Joan Palmer war eine Tochter des Hofbeamten William Palmer, der in den Königlichen Parks in London beschäftigt war. Sie heiratete 1626 den Höfling und Dichter Lodowick Carlell (gestorben 1675), und sie hatten sechs Kinder, von denen zwei nach 1644 noch lebten. Im Unterschied zu ihrem Mann Carlell wird sie Carlile genannt. Sie hatten ihre Wohnung in Petersham Lodge und zwischenzeitlich auch in Covent Garden. Ab 1665 wohnten sie in London. Als sie 1679 starb, wohnte sie in der Gemeinde St Martin-in-the-Fields. Sie wurde im Grab ihres Mannes auf dem Kirchhof der St Peter’s Church, Petersham bestattet.
Carlile kopierte und miniaturisierte Gemälde italienischer Maler. Sie porträtierte eine Reihe von Zeitgenossen. Ihre Malerei stand in der Gunst von König Karl II., von dem sie als Anerkennung und Ansporn eine großzügig bemessene Menge Ultramarin erhielt. Das Gemälde der Jagd im Richmond Park gilt als frühes Beispiel eines Konversationsstücks in einer Landschaft.